# Don McDermott
Donald Joseph "Don" McDermott, född 7 december 1929 i Bronx i New York, död 1 november 2020, var en amerikansk skridskoåkare.
McDermott blev olympisk silvermedaljör på 500 meter vid vinterspelen 1952 i Oslo.